# Автошлях Т 1926
Автошля́х Т 1926 — автомобільний шлях територіального значення у Сумській області. Пролягає територією Лебединського та Недригайлівського районів через Штепівку — Катеринівку — Степове — «Михайлівську цілину» — Тимченки — Кушніри. Загальна довжина — 33,8 км.

## Маршрут
Автошлях проходить через такі населені пункти:
| Автошлях Т 1926        |        |
| Сумська область        |        |
| Лебединський район     |        |
| Штепівка               | Т 1906 |
| Гринцеве               |        |
| Катеринівка            |        |
| Степове                |        |
| «Михайлівська цілина»  |        |
| Великі Луки            |        |
| Недригайлівський район |        |
| Саєве                  |        |
| Тимченки               |        |
| Лікарівщина            |        |
| Мірки                  |        |
| Кушніри                | Н07    |